# 1985 في كولومبيا
فيما يلي قوائم الأحداث التي وقعت خلال عام 1985 في كولومبيا.

## أحداث
- 13 نوفمبر – حادثة أرميرو المأسوية

## كتب
من الكتب التي صدرت هذه السنة في كولومبيا:
- 1 يناير – الحب في زمن الكوليرا من تأليف غابرييل غارثيا ماركيث.
- 1 يناير – وقائع موت معلن من تأليف غابرييل غارثيا ماركيث.

## مواليد

### يناير
- 6 يناير – أبيل أغيلار لاعب كرة قدم كولومبي.
- 7 يناير – كاتالينا دينيس ممثلة كولومبية وعارضة.
- 18 يناير – جويل خوليو ملاكم كولومبي.
- 30 يناير – خيمينا دوكي

### مارس
- 30 مارس – كارلوس بريسيادو لاعب كرة قدم كولومبي.

### أبريل
- 22 أبريل – ديانا هويوس مغنية كولومبية.

### مايو
- 7 مايو – جي بالفين
- 11 مايو – خوان بالاسيوس لاعب كرة سلة كولومبي.
- 17 مايو – تيوفيلو غوتييريز لاعب كرة قدم كولومبي.
- 22 مايو – كارلوس فالديز لاعب كرة قدم كولومبي.

### يونيو
- 15 يونيو – كارولينا رافاسا

### يوليو
- 4 يوليو – واسون رينتيريا لاعب كرة قدم كولومبي.
- 25 يوليو – هوغو روداليغا لاعب كرة قدم كولومبي.

### سبتمبر
- 16 سبتمبر – دايرو مورينو لاعب كرة قدم كولومبي.

### ديسمبر
- 6 ديسمبر – جانييه أسيفيدو دراج كولومبي.
- 14 ديسمبر – خوان كاميلو زونيغا لاعب كرة قدم كولومبي.
- 27 ديسمبر – سارا كورالس ممثلة كولومبية.

## وفيات

### يناير
- 1 يناير – فرناندو غوميز (مواليد 1897) سياسي كولومبي.

### أغسطس
- 28 أغسطس – إيفان مارينو أوسبينا (مواليد 1940) سياسي كولومبي.